# Castillo de Almansa
Castillo de Almansa är ett slott i Spanien.   Det ligger i provinsen Provincia de Albacete och regionen Kastilien-La Mancha, i den sydöstra delen av landet, 280 km sydost om huvudstaden Madrid. Castillo de Almansa ligger 703 meter över havet.
Terrängen runt Castillo de Almansa är kuperad norrut, men söderut är den platt.Runt Castillo de Almansa är det ganska glesbefolkat, med 43 invånare per kvadratkilometer. Närmaste större samhälle är Almansa, 0,43 km sydväst om Castillo de Almansa. Trakten runt Castillo de Almansa består till största delen av jordbruksmark.